# A Dal 2021
La decima edizione di A Dal si è svolta dal 30 gennaio al 13 marzo 2021 presso lo Studio 1 di MTVA a Budapest, in Ungheria e ha selezionato il brano vincitore del Petőfi Music Award alla Canzone dell'anno.
Come è accaduto nell'edizione precedente, questa non decreterà il rappresentante ungherese all'Eurovision Song Contest, in quanto il paese ha confermato il suo ritiro dalla manifestazione.
I vincitori sono stati i Kaukázus con Egyetlen szó.

## Organizzazione
L'ente ungherese Médiaszolgáltatás-támogató és Vagyonkezelő Alap (MTVA) ha confermato che questa edizione del festival non sarà utilizzata per la selezione del rappresentante nazionale per l'Eurovision Song Contest 2021, per continuare a concentrarsi sul supportare la scena musicale pop ungherese. I candidanti hanno avuto la possibilità di presentare i propri brani entro il 30 novembre.
Il 15 ottobre 2020 durante una conferenza stampa l'ente ha annunciato che al brano vincitore verrà assegnato il premio "Canzone dell'anno" dei Petőfi Music Award. Inoltre dopo la fine di ogni fine puntata, sul canale Duna TV verrà trasmesso A Dal Kulissza dove vengono proposte varie scene direttamente dal backstage dello show.

### Sistema di voto
Ad ogni quarto di finale la giuria, composta da 4 membri, e il televoto selezionano i 5 artisti che accedono alle semifinali. Nelle semifinali invece giuria e televoto promuovono gli 8 finalisti ad accedere alla serata finale.
In finale i giurati, al termine delle esibizioni, assegnano 4, 6, 8 e 10 punti ad ogni canzone, decretando i primi 4 classificati che avanzeranno al secondo round, nel quale il pubblico, tramite SMS, app ufficiale e sito dell'evento, proclamerà il vincitore.

### Giuria
La giuria per l'A Dal 2021 è composta da:
- Feró Nagy, cantante e attore;
- György Ferenczi, cantante e musicista;
- Lilla Vincze, cantante e paroliera;
- Misi Mező, cantante e musicista.

## Partecipanti
La lista dei 40 partecipanti è stata annunciata l'11 dicembre 2020.
Il 16 dicembre 2020, gli Heavy Brains sono stati squalificati dalla competizione poiché il loro brano è stato pubblicato prima del 30 marzo 2020. Successivamente sono stati sostituiti dai Luscinia con Labirintus.
| Artista                                             | Brano               | Autori                                                                                         |
| --------------------------------------------------- | ------------------- | ---------------------------------------------------------------------------------------------- |
| Adri Nagy                                           | Hol voltál?         | Arnold Vígh, Adri Nagy                                                                         |
| Anevemandras                                        | Haza érek majd      | András Kállay-Saunders, Róbert Kuti, Ádám Fésűs, Bence Siklósi, Julian Alejandro Torres Vargas |
| Balázs Siklósi                                      | Csak egy IGEN       | Balázs Siklósi, Viktor Rakonczai, Eszter Major                                                 |
| Barbi Sőti                                          | Érezz idebenn       | Barbara Kelemen, Dániel Gerendás                                                               |
| BariLaci                                            | Féltelek.           | Lacika Bari                                                                                    |
| Beneath My Skin                                     | Ébredj!             | Gergő Dunai, Tamás Hercz, Ákos Taksz, Péter Balogh                                             |
| Bori Hegedűs & Erik Tempfli                         | Altató              | Erik Tempfli, Bori Hegedűs                                                                     |
| Chain Bridge Pop                                    | Messze valahol      | Erik Hajdu, Zoltán Hajdu, Dávid Szombathelyi, Attila Bauer, Balázs Kádi, Zoltán Varga          |
| Detti                                               | Nem muszáj          | Bernadett Hasenfracz, Arnold Vígh                                                              |
| Down For Whatever                                   | Zuhanás             | István Diószegi, Róbert Császár, Dávid Zsoldos, Zsombor Czink                                  |
| Erik Hajdu                                          | Szürke madár        | Erik Hajdu                                                                                     |
| Eszter Balogh                                       | Maradnék            | Bettina Claudia Balla                                                                          |
| Gerendās feat. Blanka Dárdai                        | Senkié              | Dániel Gerendás, Blanka Dárdai                                                                 |
| Gergő Szekér                                        | Hazatérsz           | Gergő Szekér, Viktor Varga                                                                     |
| Gigi Radics                                         | Egy vagy velem      | Gigi Radics, Szabolcs Hujber                                                                   |
| Heavy Brains                                        | Emlékszel           | Dávid Balázs Zoltán, Bence Timbusz, Bence Markos Zoltán, Becsky Gábor Pál                      |
| Jonathan Andelic                                    | Áldom               | Jonathan Andelic, Péter Peet Ferencz                                                           |
| Kata Csondor                                        | Bosszúállók         | Arnold Vigh, Kata Csondor                                                                      |
| Kaukázus                                            | Egyetlen szó        | János Kardos-Horváth, Tamás Kontor                                                             |
| Leslie Szabó                                        | Legyen másnak is jó | László Szabó-Nagy, Attila Kulcsár                                                              |
| Levente Galda                                       | Eredő               | Levente Galda, Gergő Szekér                                                                    |
| LivingRoom                                          | Megtörtént          | Benjámin Pál, Szabolcs Hujber                                                                  |
| LongStoryShort!                                     | Talán holnap        | Marschall György, Bálint Varró, Tamás Kovács, Olivér Nagy                                      |
| Luscinia                                            | Labirintus          | Kitti Seres, Tamás Jurisits, Dániel Berek, Sebestyén Teofil Őri, Martin Móczó                  |
| Mudfield                                            | Nincsen szerencsém  | Máté Kovácsovics                                                                               |
| Nági & Betti                                        | Gyere velem         | Nági, Betti                                                                                    |
| Name Project                                        | Altass el!          | Zoltán Illés                                                                                   |
| Nikoletta Szőke                                     | Új esély            | Nikoletta Szőke                                                                                |
| No Sugar                                            | Falak               | Lívia György, Botond Bereczky, László Zoltán Basilidesz, Adrian Boeriu, Zoltán Gábor Ferenczi  |
| Noémo                                               | Hableány            | Noémi Takácsová                                                                                |
| Orsi Kozma                                          | Változik a világ    | Jenő Bartalos                                                                                  |
| Panna Pejtsik                                       | Fehér elefánt       | Panna Pejtsik                                                                                  |
| Petra Katona                                        | Viszlát múlt        | Petra Katona, Dániel Kovács, Attila Gábor Koszorú, Dániel Gerendás                             |
| Phoenix RT feat. Kiki Diószegi                      | Jelzőfény           | Márton Győrög, Frantisek Lépes, Zoltán Varga, Tamás Puss, István Diószegi                      |
| Pink & The Panthers                                 | Sodor a szél        | Edvárd Pink                                                                                    |
| Swing à la Django & Sára Herrer feat. Lajos Sárközi | Maradok             | Miklós Toldi, Odett Polgár, Mátyás Szepesi                                                     |
| Szilárd Nagy feat. Misa Ragány                      | Drága Hazám         | Norbert Szűcs, Szilárd Nagy, Misa Ragány, Szabolcs Hujber                                      |
| Tomi Veréb                                          | Miénk volt a világ  | Tomi Veréb                                                                                     |
| Tortuga                                             | Törnek az ablakok   | Ákos Kerle, Milán Tomku, Ábel Hegyi, Sándor Dömötör                                            |
| Youlï                                               | A legjobb           | Juli Horányi, Tamás Kálmán, Zoltán "Zoohacker" Palásti Kovács                                  |
| Zsolt Süle                                          | Befúj               | Zsolt Süle                                                                                     |

## Quarti di finale

### Primo quarto
Il primo quarto di finale si è tenuto il 30 gennaio 2021 e vi hanno preso parte i primi 10 partecipanti. 
Si sono qualificati per le semifinali: Erik Hajdu, i Tortuga, Levente Galda, Nikoletta Szőke e i Mudfield.
     Qualificato dalla giuria
     Qualificato dal televoto
| #  | Artista         | Brano              | Punteggio | Punteggio   | Punteggio | Punteggio | Punteggio |
| #  | Artista         | Brano              | F. Nagy   | G. Ferenczi | L. Vincze | M. Mező   | Totale    |
| -- | --------------- | ------------------ | --------- | ----------- | --------- | --------- | --------- |
| 1  | Name Project    | Altass el!         | 6         | 6           | 6         | 5         | 23        |
| 2  | Adri Nagy       | Hol voltál?        | 4         | 5           | 6         | 6         | 21        |
| 3  | Erik Hajdu      | Szürke madár       | 6         | 7           | 9         | 7         | 29        |
| 4  | Tortuga         | Törnek az ablakok  | 9         | 7           | 8         | 7         | 31        |
| 5  | Barbi Sőti      | Érezz idebenn      | 8         | 6           | 7         | 7         | 28        |
| 6  | Balázs Siklósi  | Csak egy IGEN      | 6         | 5           | 7         | 5         | 23        |
| 7  | Tomi Veréb      | Miénk volt a világ | 8         | 6           | 6         | 7         | 27        |
| 8  | Levente Galda   | Eredő              | 10        | 7           | 8         | 8         | 33        |
| 9  | Nikoletta Szőke | Új esély           | 8         | 9           | 9         | 9         | 35        |
| 10 | Mudfield        | Nincsen szerencsém | 6         | 7           | 7         | 7         | 27        |

### Secondo quarto
Il secondo quarto di finale si è tenuto il 6 febbraio 2021 e vi hanno preso parte altri 10 partecipanti. 
Si sono qualificati per le semifinali: Leslie Szabó, Noémo, Jonathan Andelic, Gerendās feat. Blanka Dárdai e gli Anevemandras.
     Qualificato dalla giuria
     Qualificato dal televoto
| #  | Artista                        | Brano               | Punteggio | Punteggio   | Punteggio | Punteggio | Punteggio |
| #  | Artista                        | Brano               | F. Nagy   | G. Ferenczi | L. Vincze | M. Mező   | Totale    |
| -- | ------------------------------ | ------------------- | --------- | ----------- | --------- | --------- | --------- |
| 1  | Youlï                          | A legjobb           | 7         | 6           | 7         | 7         | 27        |
| 2  | Leslie Szabó                   | Legyen másnak is jó | 9         | 7           | 6         | 8         | 30        |
| 3  | LongStoryShort!                | Talán holnap        | 9         | 6           | 7         | 6         | 28        |
| 4  | Noémo                          | Hableány            | 6         | 7           | 9         | 8         | 30        |
| 5  | Jonathan Andelic               | Áldom               | 8         | 7           | 6         | 8         | 29        |
| 6  | Phoenix RT feat. Kiki Diószegi | Jelzőfény           | 8         | 7           | 7         | 7         | 29        |
| 7  | No Sugar                       | Falak               | 8         | 7           | 7         | 7         | 29        |
| 8  | Gerendās feat. Blanka Dárdai   | Senkié              | 7         | 7           | 9         | 8         | 31        |
| 9  | Panna Pejtsik                  | Fehér elefánt       | 6         | 9           | 6         | 7         | 28        |
| 10 | Anevemandras                   | Haza érek majd      | 9         | 9           | 9         | 9         | 36        |

### Terzo quarto
Il terzo quarto di finale si è tenuto il 13 febbraio 2021 e vi hanno preso parte altri 10 partecipanti. 
Si sono qualificati per le semifinali: i Beneath My Skin, Szilárd Nagy feat. Misa Ragány, Pink & The Panthers, Petra Katona e gli Swing à la Django & Sára Herrer feat. Lajos Sárközi.
     Qualificato dalla giuria
     Qualificato dal televoto
| #  | Artista                                             | Brano            | Punteggio | Punteggio   | Punteggio | Punteggio | Punteggio |
| #  | Artista                                             | Brano            | F. Nagy   | G. Ferenczi | L. Vincze | M. Mező   | Totale    |
| -- | --------------------------------------------------- | ---------------- | --------- | ----------- | --------- | --------- | --------- |
| 1  | Chain Bridge Pop                                    | Messze valahol   | 8         | 7           | 8         | 7         | 30        |
| 2  | Orsi Kozma                                          | Változik a világ | 6         | 8           | 7         | 7         | 28        |
| 3  | Beneath My Skin                                     | Ébredj!          | 8         | 7           | 8         | 7         | 30        |
| 4  | Nági & Betti                                        | Gyere velem      | 6         | 7           | 7         | 8         | 28        |
| 5  | Szilárd Nagy feat. Misa Ragány                      | Drága Hazám      | 7         | 6           | 7         | 6         | 26        |
| 6  | Pink & The Panthers                                 | Sodor a szél     | 8         | 8           | 8         | 8         | 32        |
| 7  | Petra Katona                                        | Viszlát múlt     | 9         | 8           | 9         | 8         | 34        |
| 8  | Swing à la Django & Sára Herrer feat. Lajos Sárközi | Maradok          | 8         | 8           | 10        | 8         | 34        |
| 9  | Kata Csondor                                        | Bosszúállók      | 5         | 6           | 6         | 6         | 23        |
| 10 | Gergő Szekér                                        | Hazatérsz        | 7         | 7           | 8         | 7         | 29        |

### Quarto quarto
L'ultimo quarto di finale si è tenuto il 20 febbraio 2021 e vi hanno preso parte gli ultimi 10 partecipanti. 
Si sono qualificati per le semifinali: i Kaukázus, Zsolt Süle, i BariLaci, i Down For Whatever e Gigi Radics.
     Qualificato dalla giuria
     Qualificato dal televoto
| #  | Artista                     | Brano          | Punteggio | Punteggio   | Punteggio | Punteggio | Punteggio |
| #  | Artista                     | Brano          | F. Nagy   | G. Ferenczi | L. Vincze | M. Mező   | Totale    |
| -- | --------------------------- | -------------- | --------- | ----------- | --------- | --------- | --------- |
| 1  | Kaukázus                    | Egyetlen szó   | 9         | 9           | 9         | 9         | 36        |
| 2  | Detti                       | Nem muszáj     | 8         | 7           | 8         | 7         | 30        |
| 3  | Bori Hegedűs & Erik Tempfli | Altató         | 7         | 8           | 8         | 8         | 31        |
| 4  | Zsolt Süle                  | Befúj          | 8         | 8           | 9         | 9         | 34        |
| 5  | Eszter Balogh               | Maradnék       | 7         | 8           | 8         | 7         | 30        |
| 6  | Luscinia                    | Labirintus     | 8         | 8           | 7         | 7         | 30        |
| 7  | LivingRoom                  | Megtörtént     | 8         | 8           | 8         | 8         | 32        |
| 8  | BariLaci                    | Féltelek.      | 9         | 9           | 10        | 9         | 37        |
| 9  | Down For Whatever           | Zuhanás        | 9         | 8           | 8         | 8         | 33        |
| 10 | Gigi Radics                 | Egy vagy velem | 8         | 9           | 8         | 9         | 34        |

## Semifinali

### Prima semifinale
La prima semifinale si è tenuta il 27 febbraio 2021 e vi hanno preso parte i primi 10 artisti qualificati dai quarti. 
Si sono qualificati per la finale: i Mudfield, i BariLaci, i Kaukázus e Petra Katona.
     Qualificato dalla giuria
     Qualificato dal televoto
| #  | Artista                      | Brano               | Punteggio | Punteggio   | Punteggio | Punteggio | Punteggio |
| #  | Artista                      | Brano               | F. Nagy   | G. Ferenczi | L. Vincze | M. Mező   | Totale    |
| -- | ---------------------------- | ------------------- | --------- | ----------- | --------- | --------- | --------- |
| 1  | Gerendās feat. Blanka Dárdai | Senkié              | 7         | 8           | 9         | 10        | 34        |
| 2  | Beneath My Skin              | Ébredj!             | 8         | 7           | 7         | 7         | 29        |
| 3  | Nikoletta Szőke              | Új esély            | 8         | 9           | 8         | 10        | 35        |
| 4  | Pink & The Panthers          | Sodor a szél        | 8         | 9           | 9         | 9         | 35        |
| 5  | Mudfield                     | Nincsen szerencsém  | 8         | 7           | 7         | 7         | 29        |
| 6  | BariLaci                     | Féltelek.           | 9         | 10          | 10        | 10        | 39        |
| 7  | Leslie Szabó                 | Legyen másnak is jó | 8         | 9           | 7         | 9         | 33        |
| 8  | Kaukázus                     | Egyetlen szó        | 10        | 8           | 10        | 9         | 37        |
| 9  | Petra Katona                 | Viszlát Múlt        | 10        | 10          | 9         | 10        | 39        |
| 10 | Levente Galda                | Eredő               | 8         | 8           | 7         | 8         | 31        |

### Seconda semifinale
La seconda semifinale si è tenuta il 6 marzo 2021 e vi hanno preso parte i gli ultimi 10 artisti qualificati dai quarti. 
Si sono qualificati per la finale: Gigi Radics, Zsolt Süle, gli Swing à la Django & Sára Herrer feat. Lajos Sárközi e Jonathan Andelic.
     Qualificato dalla giuria
     Qualificato dal televoto
| #  | Artista                                             | Brano             | Punteggio | Punteggio   | Punteggio | Punteggio | Punteggio |
| #  | Artista                                             | Brano             | F. Nagy   | G. Ferenczi | L. Vincze | M. Mező   | Totale    |
| -- | --------------------------------------------------- | ----------------- | --------- | ----------- | --------- | --------- | --------- |
| 1  | Tortuga                                             | Törnek az ablakok | 9         | 9           | 8         | 9         | 35        |
| 2  | Erik Hajdu                                          | Szürke madár      | 7         | 9           | 9         | 8         | 33        |
| 3  | Szilárd Nagy feat. Misa Ragány                      | Drága Hazám       | 8         | 8           | 7         | 7         | 30        |
| 4  | Gigi Radics                                         | Egy vagy velem    | 9         | 10          | 9         | 10        | 38        |
| 5  | Zsolt Süle                                          | Befúj             | 10        | 9           | 10        | 10        | 39        |
| 6  | Down For Whatever                                   | Zuhanás           | 8         | 9           | 8         | 9         | 34        |
| 7  | Swing à la Django & Sára Herrer feat. Lajos Sárközi | Maradok           | 9         | 10          | 10        | 10        | 39        |
| 8  | Noémo                                               | Hableány          | 8         | 10          | 9         | 10        | 37        |
| 9  | Anevemandras                                        | Hazaérek majd     | 9         | 9           | 9         | 10        | 37        |
| 10 | Jonathan Andelic                                    | Áldom             | 8         | 9           | 7         | 10        | 34        |

## Finale
La finale si è tenuta il 13 marzo 2020 e ha visto competere gli 8 finalisti qualificati dalle semifinali.
Il primo round di voti, assegnati unicamente dalla giuria, ha promosso per il secondo round: BariLaci, Gigi Radics, Zsolt Süle e i Kaukázus. Mentre nel secondo round, che ha previsto solo l'utilizzo del televoto, ha decretato i Kaukázus con Egyetlen szó vincitori del festival.
- Top 4
- Vincitore

| # | Artista                                             | Brano              | Punteggio | Punteggio   | Punteggio | Punteggio | Punteggio |
| # | Artista                                             | Brano              | F. Nagy   | G. Ferenczi | L. Vincze | M. Mező   | Totale    |
| - | --------------------------------------------------- | ------------------ | --------- | ----------- | --------- | --------- | --------- |
| 1 | Swing à la Django & Sára Herrer feat. Lajos Sárközi | Maradok            | –         | –           | 4         | –         | 4         |
| 2 | Petra Katona                                        | Viszlát múlt       | –         | –           | –         | –         | 0         |
| 3 | Jonathan Andelic                                    | Áldom              | 4         | 4           | –         | –         | 8         |
| 4 | BariLaci                                            | Féltelek.          | 8         | 8           | 10        | 10        | 36        |
| 5 | Gigi Radics                                         | Egy vagy velem     | 6         | 10          | –         | 6         | 22        |
| 6 | Mudfield                                            | Nincsen szerencsém | –         | –           | –         | –         | 0         |
| 7 | Zsolt Süle                                          | Befúj              | 10        | 6           | 6         | 8         | 30        |
| 8 | Kaukázus                                            | Egyetlen szó       | –         | 4           | 8         | –         | 12        |